# 伊作勝久
伊作 勝久（いざく かつひさ）は、室町時代の武将。薩摩国島津氏の分家・伊作氏5代当主。
父・伊作久義は伊集院頼久の乱で伊集院氏側に加担、島津宗家8代当主・島津久豊と争いを繰り返していた。応永22年（1415年）、勝久は鹿児島に向かい久豊にこれまでの非礼を詫びたため、久豊はこれを許している。さらに勝久は、伊集院氏に味方し久豊と対立していた総州家の島津久世を説得、翌応永23年（1416年）には久豊と久世の対面を成功させる。しかし久豊は宿泊中の久世を包囲し総州家の所領を要求したため久世は自害。以後、勝久は再び伊集院方につき久豊と戦うことになった。
応永24年（1417年）、久世の家臣が久豊に対し謀反。久豊が討伐の軍を発すると、勝久は久豊と戦うため出陣する。久豊は敗れ、鹿児島へと退却した。伊集院頼久の乱が終結すると、久豊は勝久に阿多・日置・南郷・高橋・知覧院・瀬々村などの領地を与え懐柔した。翌応永25年（1418年）領地を失った阿多氏が謀反。勝久は久豊に援軍を要請するも、阿多氏に協力する豪族が多く勝久は敗退する。応永26年（1419年）、久豊は長男・忠国を大将とし反久豊勢力を攻撃。勝久も忠国の軍に加わり総州家の居城、木牟礼城を攻める。阿多氏との紛争も応永28年（1421年）に阿多氏から奪った田布施を放棄することで終結させた。
当時、勝久の居城である伊作亀丸城は、父・久義と長子・教久が留守を預かっていた。前々から勝久の叔父・十忠（久義の弟）は伊作氏当主の座を狙っており、常々久豊にもその野望を告白していた。勝久を快く思っていなかった久豊はそれを黙認していた。勝久が木牟礼城攻めに参加すると十忠は久義を殺害。教久も殺害しようとしたが、教久は家臣に守られ伊作亀丸城に立て篭もる。十忠は久豊の命で実行したと公言し、久豊も十忠の行動を支持。伊作氏縁故の豪族は勝久の助命を嘆願したため、久豊は領地削減と勝久の亡命を条件に助命を認めた。久豊の長子、忠国は側室が勝久の娘であったことから、勝久に薩摩を出ることを勧める書状を送る。その結果勝久は肥後国へ亡命。一方十忠はのちに久豊の怒りを買い逃亡、消息不明となった。
勝久は薩摩を追われたが、永享5年（1433年）、子・教久が家督を継ぐことが許され、伊作氏は家名を保った。